# Katie Pruitt
Katie Pruitt (Atlanta, 4 maart 1994) is een Amerikaans singer-songwriter. Ze won in 2017 de Holly Prize, een prijs die jaarlijks in de Verenigde Staten wordt uitgereikt aan all-in-one songwriters. In 2020 verscheen haar debuutalbum Expectations.

## Biografie

### Jeugd en opleiding
Katie Pruitt werd geboren in Atlanta in Georgia. Ze groeide op in een gelovig gezin en ging naar een katholieke lagere school en middle school. Gedurende haar jaren op middle school begon muziek een belangrijke rol in haar leven in te nemen. Ze leerde gitaar spelen van haar moeder. Toen Pruitt een korte periode aan een community college studeerde, zong ze tijdens open podium-avonden in Athens.

### Muzikale carrière
Tijdens haar studie aan de christelijke particuliere Belmont University in Nashville in Tennessee voegde ze zich bij een band en won ze in 2016 de eerste Nashville Songwriting Scholarship van BMI. Met de prijs, een geldbedrag van $ 5.000, werd haar studie financieel gesteund. Ze won de beurs vanwege het feit dat ze schrijft over "(...) topics most writers shy away from, including war, politics, and vulnerability. The transparency of her songs gives you a firsthand look into her life as an ordinary 22-year-old girl raised in the suburbs of Atlanta."
In 2017 won Pruitt de Holly Prize. Ook deze prijs is een beurs. In oktober dat jaar tekende ze een copublicatiecontract met uitgever Round Hill Music dat eigenaar is van het platenlabel Round Hill Records. Op mentaal vlak ging het minder goed; na het behalen van haar diploma in 2017 viel Pruitt in een gat. Ze trok met haar vriendin naar Ecuador in de verwachting dat een vakantie zou helpen. Bij terugkomst viel ze terug in negatieve gedachtegangen. Ze schreef hierover het nummer My mind is a ship. Dit nummer bracht ze samen met enkele andere nummers ten gehore op het YouTubekanaal OurVinyl. De opnames hiervan belandden op de ep OurVinyl live session die werd uitgebracht in maart 2018.
Op 13 september 2019 bracht Pruitt de single Expectations uit, afkomstig van het op dat moment nog aanstaande gelijknamige album. Op 21 oktober 2019 volgde Loving her en op 15 november verscheen de derde single Out of the blue. Pruitt bracht het album Expectations op 21 februari 2020 uit op Rounder Records.

## Invloeden en activisme
Pruitt groeide op in het zuiden van de Verenigde Staten. Daar deed ze roots- en folkinvloeden op. Ze kwam uit de kast als lesbisch toen ze 20 jaar oud was. Vanwege haar seksuele geaardheid ervoer ze haar tijd op een christelijke school als moeilijk. Ook thuis was er een spanningsveld tussen haar geaardheid en het milieu waarin ze opgroeide. Haar ouders raakten in conflict met elkaar aangezien haar vader haar geaardheid in eerste instantie op religieuze grond niet accepteerde. Pruitt gebruikt haar muziek om onderwerpen bespreekbaar te maken waar lgbt-jongeren mee te maken hebben.

## Discografie
- Expectations, 2020